# Macchina del fumo

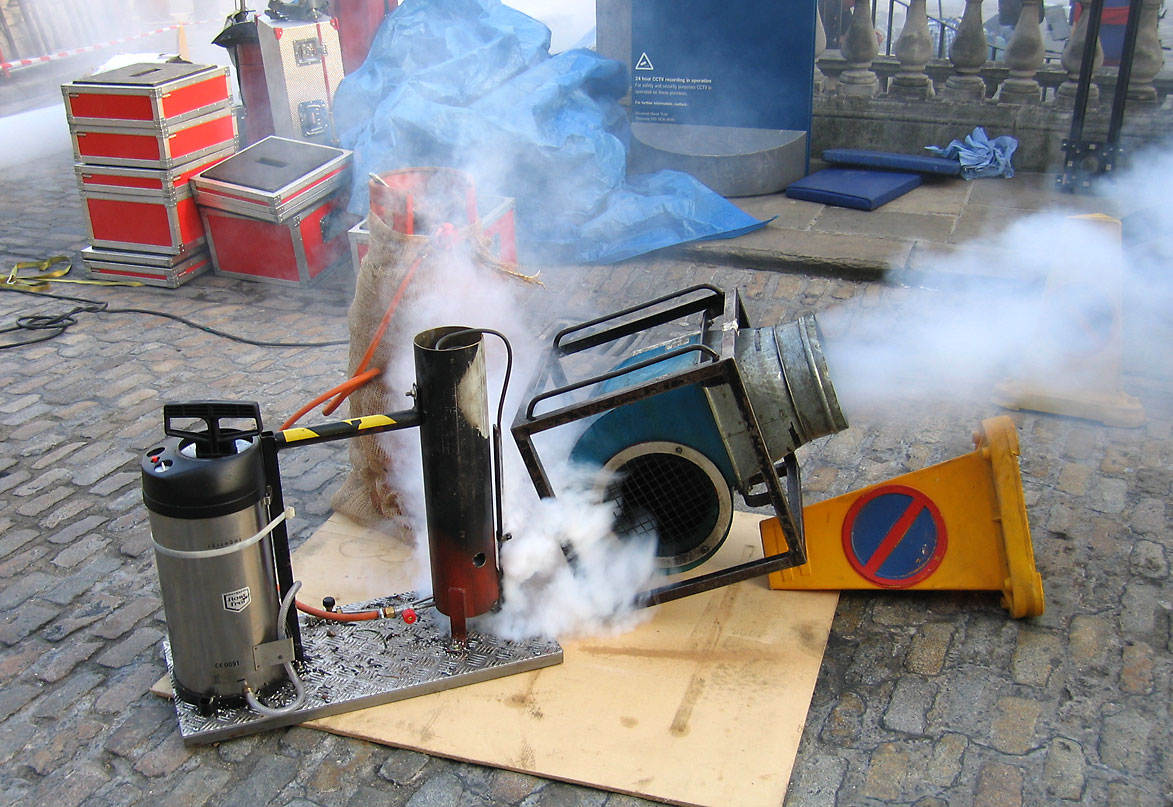
Esempio di macchina del fumo

La macchina del fumo o fog machine è un'apparecchiatura elettromeccanica per la creazione di effetto fumo scenografico.

## Descrizione
Nella gran maggioranza dei casi è composta dalle seguenti parti :
- serbatoio liquido per fumo (composto ottenuto da glicerolo o glicoli e 2 parti di acqua distillata); [senza fonte]
- caldaia
- pompa a membrana
- semplice circuito termostato temperatura caldaia e consenso pompa
- controllo remoto avviamento pompa

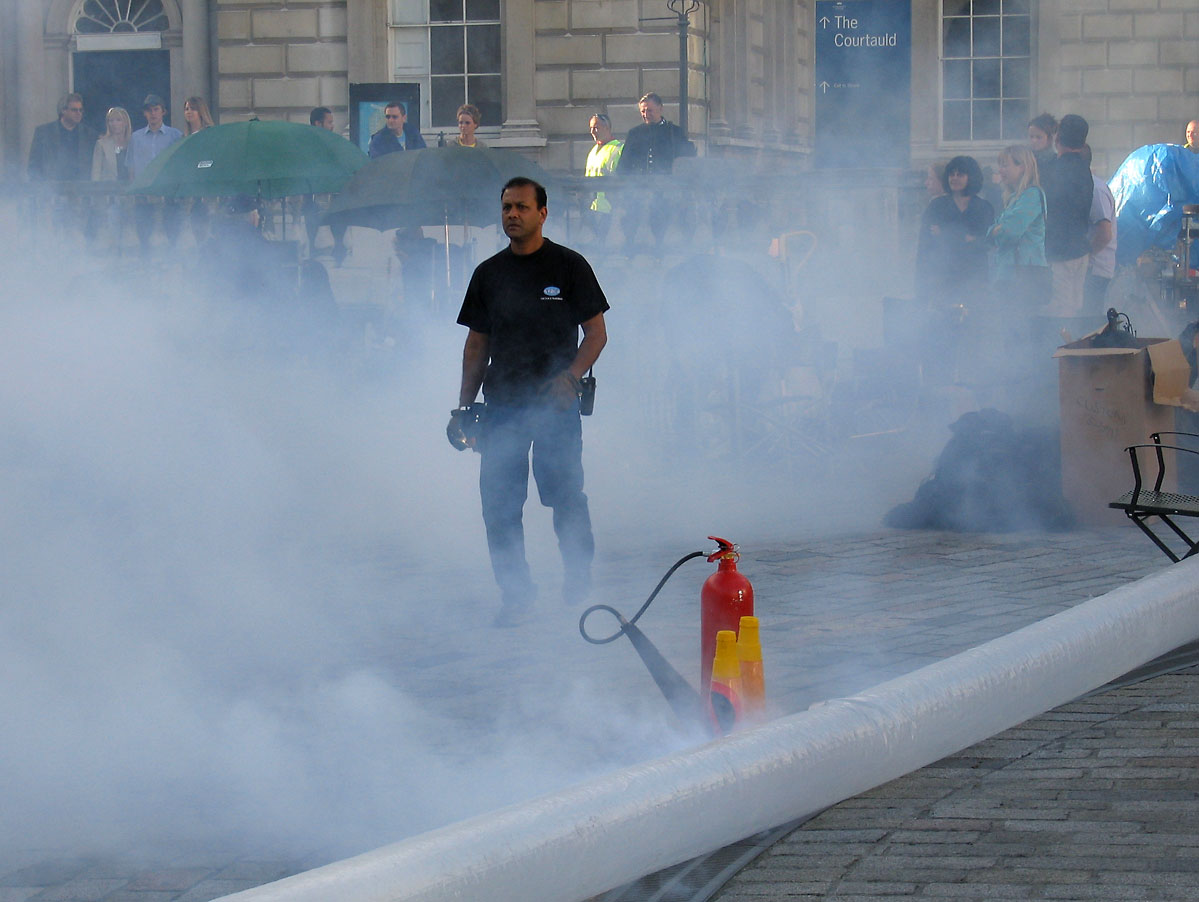
Un tecnico della macchina del fumo controlla la situazione su un set cinematografico (Somerset House, Londra)

Esistono versioni più sofisticate dove il controllo remoto e la gestione della macchina è affidata ad un microprocessore che ne permette la regolazione del flusso, l'ottimizzazione del tempo di riscaldamento e la possibilità di esser gestita via DMX.